# I Am Nasrine
I Am Nasrine (em persa: من نسرین هستم‎) é um filme de drama britânico-iraniano de 2012 escrito e dirigido por Tina Gharavi. Como reconhecimento, foi nomeado ao BAFTA 2013.